# La musica che gira intorno (programma televisivo)
La musica che gira intorno è un varietà musicale televisivo italiano in onda in prima serata su Rai 1 per due puntate il 15 e 22 gennaio 2021 dal Teatro 1 di Cinecittà World, condotto da Fiorella Mannoia.

## Ascolti
| Messa in onda   | Ospiti | Telespettatori | Share  |
| --------------- | --- | -------------- | ------ |
| 15 gennaio 2021 | Claudio Baglioni, Alessandro Siani, Amadeus, Francesco De Gregori, Antonello Venditti, Giorgio Panariello, Marco Mengoni, Marco Giallini, Giorgia, Edoardo Leo, Andrea Bocelli, Sabrina Impacciatore, Achille Lauro, Gigi D'Alessio, Ambra Angiolini, Samuele Bersani, Flavio Insinna, Ligabue | 3 998 000      | 17,00% |
| 22 gennaio 2021 | Giorgia, Marco D'Amore, Alessandra Amoroso, Alessio Boni, Emma, Massimo Ghini, Ornella Vanoni, Vinicio Marchioni, Brunori Sas, Carlo Conti, Silvio Orlando, Tosca, Tommaso Paradiso, Pinguini Tattici Nucleari, Francesco De Gregori, Antonello Venditti, Riccardo Cocciante, Zucchero         | 3 796 000      | 16,80% |
| Media           | Media | 3 897 000      | 16,90% |